# Судимир (деревня)
Суди́мир — деревня в Жиздринском районе Калужской области Российской Федерации. В составе сельского поселения «Село Овсорок». В 5 км к северо-востоку от деревни находится одноименная железнодорожная станция на линии Москва - Брянск - Киев.

## История
Деревня Судимир упоминается в 1678 году в составе Батоговской волости Брянского уезда как поместье.
По данным из РГАДА ф.350, оп.2, д.232 Брянский уезд 1722 год,  деревня принадлежала помещику генералу князю Михаилу Михайловичу Голицыну.  По данным из РГАДА ф.350, оп.2, д.450 Брянский уезд, деревня Судимир уже принадлежит помещику Толстому Александру Петровичу.
С 1777 года в составе Жиздринского уезда Калужской губернии.
В Списке населённых мест за 1859 год упоминается как владельческая деревня при речке Судимерке между 1-м Орловским и 1-м Брянским трактами, в которой насчитывалось 100 дворов.
После реформы 1861 года деревня вошла в состав Овсорокской волости, открыта земская школа.
В 1920 году в составе Жиздринского уезда деревня была передана в Брянскую губернию. В следующие годы, при укрупнении волостей, Овсорокская волость вошла в состав новообразованной Судимирской, которая была упразднена в 1929 году, с введением районного деления, после чего деревня перешла в Жиздринский район Западной области. В 1937 году район был передан Орловской, а в 1944 году — Калужской области.

## Население
| 1722 | 1859 | 1896  | 1913  | 2002 | 2010 |
| ---- | ---- | ----- | ----- | ---- | ---- |
| 66   | ↗878 | ↗1181 | ↗1246 | ↘130 | ↘91  |

Согласно переписи населения 2002 года, 98% жителей деревни — русские.